# Singa Dinga
Singa Dinga – muzyczny telewizyjny program rozrywkowy z elementami teleturnieju oparty na szwedzkim formacie Sing-A-Song emitowany w latach 2007–2008 na antenie telewizji Puls. Jego prowadzącymi były: w pierwszej serii Wanda Kwietniewska, w drugiej Majka Jeżowska. Dominowały w nim zagadki, muzyka popularna i humor.

## Opis programu
Motywem przewodnim programu jest nieformalny pojedynek dwóch trzyosobowych drużyn, których kapitanami są aktor i piosenkarz Michał Milowicz oraz wokalista zespołu De Mono – Andrzej Krzywy. Pozostałe osoby w drużynach to różne popularne osoby polskiego przemysłu rozrywkowego. Poszczególne konkurencje to zagadki muzyczne – parodiowanie sławnych osób, odgadywanie piosenek, śpiewanie utworów na zadany temat, przeróbki tekstów znanych piosenek, rozpoznawanie znanych utworów muzycznych, muzyczne kalambury. Punkty przydziela prowadząca. 

## Goście programu

### Seria pierwsza (2007–2008)
Show prowadziła Wanda Kwietniewska. Pierwszy odcinek wyemitowano 29 października 2007 roku.
W programie udział wzięli m.in.: aktor Michał Anioł, aktorka i wokalistka Marta Bizoń, aktorka i piosenkarka Olga Bończyk, aktor Paweł Burczyk, aktorka Ewa Dąbrowska, choreograf Dorota Furman, piosenkarz Jarosław Janiszewski (Czarno-Czarni), dziennikarz Jacek Kaczyński, aktor i wokalista Emilian Kamiński, piosenkarz Krzysztof „K.A.S.A.” Kasowski, tancerka Aleksandra Kobielak, wokalistka zespołu Ha-Dwa-O! Weronika Korthals, kucharz Maciej Kuroń, aktorka Małgorzata Lewińska, piosenkarka Alicja Majewska, kompozytor i pianista Czesław Majewski, satyryk Marek Majewski, aktor Andrzej Nejman, piosenkarz Norbi, aktor Henryk Rajfer, piosenkarz i satyryk Krzysztof Skiba (Big Cyc), piosenkarz Paweł Stasiak (Papa Dance), aktorka Alina Świdowska, kompozytor i pianista Janusz Tylman, aktor Marek Węglarski, aktorka i wokalistka Katarzyna Zielińska.
Grał zespół muzyczny Mark Orchestra.
Z okazji świąt Bożego Narodzenia wyemitowano specjalny odcinek programu.

### Seria druga (2008)
Show prowadziła Majka Jeżowska. Pierwszy odcinek II edycji wyemitowano 11 lutego 2008 roku.
W programie udział wzięli m.in.: aktor Piotr Bajtlik, aktor Tomasz Bednarek, piosenkarka Danuta Błażejczyk, aktor i piosenkarz Jacek Borkowski, gitarzysta Jacek Brandowski, aktor Michał Chorosiński, aktorka i prezenterka Anna Maria Chrostowska, aktor Sambor Czarnota, aktor Andrzej Deskur, aktorka Urszula Dębska, śpiewaczka Magdalena Gruszczyńska, aktor i śpiewak Robert Hennig, aktorka i wokalistka Joanna Jabłczyńska, aktor niezawodowy Jarosław Jakimowicz, aktor Arkadiusz Janiczek, aktorka Martyna Kliszewska, piosenkarz Iwan Komarenko, aktorka Maria Konarowska, aktor i piosenkarz Dariusz Kordek, aktor Tomasz Kozłowicz, aktor Paweł Królikowski, aktorka i wokalistka Joanna Kurowska, aktor Włodzimierz Matuszak, aktorka Karolina Muszalak, aktor i wokalista Andrzej Nejman, aktorka Karolina Nowakowska, prezenterka Katarzyna Obara-Kowalska, piosenkarka Anja Orthodox (Closterkeller), zespół Queens (w składzie: Monika Niedek, Sylwia Parys, Julia Trębacz), aktorka Joanna Pietrońska, aktor i piosenkarz Jakub Przebindowski, aktor i lektor Radosław Popłonikowski, aktor i piosenkarz Janusz Radek, dziennikarka i prezenterka telewizyjna Beata Sadowska, aktor Marek Siudym, aktorka i piosenkarka Katarzyna Skrzynecka, aktorka i piosenkarka Danuta Stankiewicz, aktorka Joanna Sydor-Klepacka, aktor Piotr Szwedes, dziennikarka Katarzyna Trzaskalska, aktorka Agnieszka Wielgosz, piosenkarz Szymon Wydra (Carpe Diem), piosenkarka Anna Wyszkoni (Łzy).
Grał zespół muzyczny Arturo Band pod kierunkiem Artura Grudzińskiego.
Z okazji Walentynek wyemitowano specjalny odcinek programu.